# Povelja kneza Trpimira
Povelja kneza Trpimira, poznata i kao Trpimirova darovnica, najstariji je sačuvani spomenik hrvatskog prava. Ova isprava napisana na latinskom jeziku, uobičajeno datirana 4. ožujka 852. godine, najstarija je isprava s dvora nekog od hrvatskih vladara i ujedno prva domaća isprava u kojoj se spominje hrvatsko ime. Povelja nije sačuvana u originalu, već u pet kasnijih prijepisa od kojih je najstariji iz 1568. godine, što je pojedine povjesničare navelo da posumnjaju u njezinu auteničnost.

## Datacija
Datacija darovnice na latinskom glasi: Regnante in Italia piissimo Lothario Francorum rege per indictionem XV sub die IIII Nonis Martii. U hrvatskom prijevodu: Za vladanja vrlo pobožnog franačkog kralja Lotara u Italiji, indikcije XV, 4. ožujka.
Farlati i Kukuljević smatrali su da se petnaesta indikcija odnosi na 837. godinu, dok je Ivan Lučić Lucius ispravu datirao s 838. godinom, što zbog indikcije ne može biti. Rački je ispravio mišljenje Kukuljevića i Farlatija zato što Lotar vlada kao »Francorum rex« tek od 840. g. i što godine 837. prema pisanju Ivana Ðakona vlada u Hrvatskoj Mislav. Prema tome, petnaesta indikcija može se odnositi samo na 852. godinu.
Opširnu paleografsko-diplomatičku analizu s pokušajem rekonstrukcije prvotnog teksta dao je Miho Barada. Vrijedne priloge dali su još Lovre Katić i Marko Kostrenčić. Držislav Švob smatrao je ovu ispravu krivotvorinom 14. stoljeća navodeći za svoje tvrdnje neuvjerljive argumente i proizvoljne pretpostavke.
U novije vrijeme raspravu o pitanju datacije obnovio je Lujo Margetić. Budući da je Lotar otišao iz Italije već 840. i naslijedio oca na carskom prijestolju, malo je vjerojatno da Trpimirov dvor nije, čak dvanaest godina kasnije, znao za tu promjenu. Prema Maregetiću, pravi datum nastanka isprave bio bi 4. ožujka 840. godine. U prilog Margetićevom razmišljanju donekle ide podatak koji je zapisao Toma Arhiđakon, a prema kojem je Justin bio nadbiskup u Splitu 840. godine poslije nadbiskupa Petra koji se spominje u Trpimirovoj darovnici.
Najnoviji doprinos raspravi o dataciji Trpimirove darovnice donosi Mirjana Matijević Sokol, koja na osnovu indikcija i boravka kralja Lotara u Italiji datira ispravu u godinu 841.

## Sadržaj
Premda je sačuvana fragmentarno, iz povelje se vidi da vladar (dux Chroatorum) ima skoro neograničenu vlast u državi, jer Trpimir za sebe kaže da je vladar Hrvata po Božjoj milosti (Tirpimir, dux Chroatorum, iuuatus munere diuino) – makar u uvodnom dijelu povelje datira prema vladavini "franačkog kralja Lotara u Italiji".
Povelja dokazuje postojanje hrvatske vlasti nad splitskim područjem prije Trpimira, jer on u njoj potvrđuje darovnicu kojom je Splitskoj nadbiskupiji njegov prethodnik Mislav dodijelio posjed u Putalju (lokacija na Kozjaku, iznad Kaštela), pa Trpimir dodatno obdaruje crkvu sv. Jurja u Putalju, i disponira dijelom prihoda kraljevskog posjeda u Klisu za korist Splitske nadbiskupije. Iz sadržaja se nadalje vidi da je riječ o feudalnoj državi u formiranju te je hrvatski vladar imao svoj aparat vlasti u koji su spadali i njegovi dvorjani i vojno-upravni službenici (župani, dvorski kapelani i drugi). Trpimir dalje konstituira pravo Crkve na ubiranje crkvene desetine. Feudalnu prirodu vladareve vlasti potvrđuje činjenica da Trpimir raspolaže državnim teritorijem i da posjeduje vlastite feudalne domene. Iako se Trpimir ponašao kao stvarni vladar, on nije bio i formalno samostalan. Bio je, naime, u vazalnom odnosu s nasljednikom franačke vlasti u Italiji, lombardijskim kraljem Lotarom. Na osnovu Trpimirove povelje također se može zaključiti da se hrvatska država konačno pojavila u trećem desetljeću 9. stoljeća.

## Autentičnost
Pitanje autentičnosti provlačilo se od samih početaka historiografskih istraživanja u vezi darovnice. Dvojbe oko autentičnosti proizlazile su iz problema s datacijom, nerazumijevanjem određenih jezičnih termina, ali i iz činjenica da su prijepisi darovnice prošli kroz mnoge ruke te je sama darovnica zbog toga na više mjesta nejasna i u dijelovima dispozicije kontradiktorna.
Neki od dokaza da je darovnica autentična su npr. pojmovi mancipatio, mancipare. Prema Maretiću, ti pojmovi označavaju prastare oblike stjecanja vlasništva u starome Rimu te polako nestaju kako raste poznavanje Justinijanove kodiﬁkacije djelovanjem glosatora, ali se zadržavaju najkasnije u Italiji još kroz 9. stoljeće. Trpimirova i Muncimirova isprava su dokaz da su ti izrazi bili poznati u to doba također i u našim krajevima; dočim ih neki hipotetski krivotvoritelj iz kasnijih stoljeća zacijelo i ne bi poznavao. Do sličnih rezultata došla je i Olga Perić koja je uočila najmanje dva stara i različita jezična sloja u samom tekstu darovnice. Nekoliko zanimljivih zapažanja u prilog autentičnoti iznio je Neven Budak. Prvi se odnosi na imena serva navedenih u eshatokolu isprave. ističe da su sva ona, kao i imena župana i svjedoka u Trpimirovoj pratnji, odreda narodna, a ne kršćanska. Izuzetak su imena svećenika. To je shvatljivo, jer se radi o vremenu kada kod tek pokrštenog naroda nisu prevladala kršćanska imena, nego su po tradiciji uvijek zastupljena njihova narodna: Stjepuša, Gojko, Gortina. Narodna imena imaju i plemići koje svjedoče povelje – Komičaj, Precilja, Nemistl, Zašata, Vitolja, Ozamil,  Njeguča, Žulj, Potehan, Žutomistl i Damnana; također u njoj spomenuti hrvatski vladari Trpimir i Mislav. Izuzetak su imena svećenika: nadbiskup Petar, knežev kapelan Martin i svećenici Dominik i Ciprijan. Budak također osporava tvrdnje da u 9. stoljeću institucija kapelana kao dvorskoga pisara nije postojala, navodeći da je ona poznata u Bavarskoj u 8. stoljeću i da su je prihvatili Karolinzi.